# Аксёново (Вязниковский район)
Аксёново — деревня в Вязниковском районе Владимирской области России, входит в состав муниципального образования «Город Вязники».

## География
Деревня расположена близ берега реки Клязьма в 13 км на юго-восток от райцентра Вязники.

## История
В конце XIX — начале XX века деревня входила в составе Олтушевской волости Вязниковского уезда.
С 1929 года деревня входила в состав Перовского сельсовета Вязниковского района, с 1965 года — в составе Илевниковского сельсовета, с 2005 года — в составе муниципального образования «Город Вязники».

## Население
| 1859 | 1905 | 1926 | 2002 | 2010 | 2021 |
| ---- | ---- | ---- | ---- | ---- | ---- |
| 114  | ↗137 | ↗149 | ↘12  | ↘6   | ↘0   |

## Инфраструктура
Личное подсобное хозяйство с зоной сельскохозяйственного использования, индивидуальная застройка усадебного типа.  В 1859 году в деревне числилось 20 дворов, в 1905 году — 22 двора, в 1926 году — 30 дворов. На 1980-28, на 2025 год -29 домовладений.

## Транспорт
Просёлочные дороги. 